# Anartomima unicolor
Anartomima unicolor är en fjärilsart som beskrevs av Rudolf Rangnow 1935. Anartomima unicolor ingår i släktet Anartomima och familjen nattflyn. Inga underarter finns listade i Catalogue of Life.